# Đường Võ Nguyên Giáp, Hà Nội
Đường Võ Nguyên Giáp – Hà Nội (hay còn gọi là đường cao tốc Nhật Tân – Nội Bài) là một trong những tuyến đường hiện đại nhất thủ đô Hà Nội, đi qua địa bàn 2 huyện Đông Anh và Sóc Sơn. Đây còn là tuyến đường huyết mạch nối trung tâm thủ đô với Sân bay quốc tế Nội Bài, cũng là một phần của Đường xuyên Á AH14. Đường song song với quốc lộ 3 và đường Võ Văn Kiệt (Hà Nội). Trong tương lai, dọc hai bên đường sẽ là trung tâm hành chinh mới Đông Anh, với điểm nhấn là tháp Phương Trạch cao 108 tầng.
Tuyến đường có chiều dài 16 km; được thiết kế 6 làn xe và 2 làn dừng khẩn cấp theo tiêu chuẩn đường cấp 1 đồng bằng (tại phần đường dành cho ô tô), vận tốc tối đa 90 km/h ở làn trong cùng và 80 km/h đối với 2 làn ngoài; song song với phần đường dành cho ô tô là đường gom 2 bên dành cho các phương tiện xe ô tô, xe mô tô, xe gắn máy, xe thô sơ và một số loại xe. Mỗi bên đường gom đều là đường 2 chiều.

## Lưu thông
- Cấm xe mô tô, xe gắn máy, xe thô sơ, người đi bộ đi vào phần đường dành cho ô tô. Các phương tiện xe máy, xe thô sơ, người đi bộ chỉ được di chuyển ở đường gom 2 bên.
- Đối với xe ô tô và các loại xe tương tự ô tô: Tốc độ tối đa của phương tiện là 90 km/h với làn trong cùng, 80 km/h ở 2 làn ngoài.

## Gắn biển tên đường
Tuyến đường được gắn biển vào ngày 7 tháng 2 năm 2015, dựa theo tên của vị anh hùng cùng tên.

## Chi tiết tuyến đường

Bảng thông tin tốc độ cao tốc đường Võ Nguyên Giáp (tại phần đường dành cho ô tô)

### Làn xe
- 6 làn xe và 2 làn dừng khẩn cấp

### Chiều dài
- Toàn tuyến: 16 km

### Tốc độ giới hạn
- Tối đa: 90 km/h
  - 2 làn trong: Tối đa: 80km/h
  - Làn ngoài: Tối đa: 90km/h

## Lộ trình chi tiết
- IC – Nút giao, JCT – Điểm lên xuống, SA – Khu vực dịch vụ (Trạm dừng nghỉ), TN – Hầm đường bộ, TG – Trạm thu phí, BR – Cầu
- Đơn vị đo khoảng cách là km.

| Số                                                                  | Tên                                                                 | Kết nối                                                             | Ghi chú                                                               | Vị trí                                                              | Vị trí                                                              | Vị trí                                                              |
| Kết nối trực tiếp với đường Võ Văn Kiệt tại Sân bay Quốc tế Nội Bài | Kết nối trực tiếp với đường Võ Văn Kiệt tại Sân bay Quốc tế Nội Bài | Kết nối trực tiếp với đường Võ Văn Kiệt tại Sân bay Quốc tế Nội Bài | Kết nối trực tiếp với đường Võ Văn Kiệt tại Sân bay Quốc tế Nội Bài   | Kết nối trực tiếp với đường Võ Văn Kiệt tại Sân bay Quốc tế Nội Bài | Kết nối trực tiếp với đường Võ Văn Kiệt tại Sân bay Quốc tế Nội Bài | Kết nối trực tiếp với đường Võ Văn Kiệt tại Sân bay Quốc tế Nội Bài |
| ------------------------------------------------------------------- | ------------------------------------------------------------------- | ------------------------------------------------------------------- | --------------------------------------------------------------------- | ------------------------------------------------------------------- | ------------------------------------------------------------------- | ------------------------------------------------------------------- |
| 1                                                                   | IC Võ Nguyên Giáp                                                   | Đường cao tốc Nội Bài – Bắc Ninh – Hạ Long ( Quốc lộ 18)            | Đầu tuyến đường Chỉ ra từ hướng sân bay Quốc tế Nội Bài đi Bắc Ninh   | Hà Nội                                                              | Sóc Sơn                                                             | Mai Đình                                                            |
| 2                                                                   | -                                                                   | Đường gom                                                           | Chỉ ra hướng đi cầu Nhật Tân Chỉ vào hướng đi sân bay Quốc tế Nội Bài | Hà Nội                                                              | Đông Anh                                                            | Nguyên Khê                                                          |
| 3                                                                   | -                                                                   | Đường gom                                                           | Chỉ vào hướng đi cầu Nhật Tân Chỉ ra hướng đi sân bay Quốc tế Nội Bài | Hà Nội                                                              | Đông Anh                                                            | Nguyên Khê                                                          |
| 4                                                                   | -                                                                   | Đường gom                                                           | Chỉ vào hướng đi cầu Nhật Tân Chỉ ra hướng đi sân bay Quốc tế Nội Bài | Hà Nội                                                              | Đông Anh                                                            | Tiên Dương                                                          |
| 5                                                                   | Nút giao thông Vĩnh Ngọc                                            | Quốc lộ 5 kéo dài (Đường Hoàng Sa, Đường Trường Sa)                 | -                                                                     | Hà Nội                                                              | Đông Anh                                                            | Vĩnh Ngọc                                                           |
| 6                                                                   | Nút giao thông phía Bắc cầu Nhật Tân                                | Đê tả sông Hồng                                                     | Cuối tuyến đường                                                      | Hà Nội                                                              | Đông Anh                                                            | Vĩnh Ngọc                                                           |
| Kết nối trực tiếp với cầu Nhật Tân hướng đi đường Võ Chí Công       |                                                                     |                                                                     |                                                                       |                                                                     |                                                                     |                                                                     |
| 1.000 mi = 1.609 km; 1.000 km = 0.621 mi                            |                                                                     |                                                                     |                                                                       |                                                                     |                                                                     |                                                                     |